# Alexandra Wilcke
Alexandra Marisa Wilcke, née le 18 octobre 1968 à Berlin, est une actrice et chanteuse allemande.

## Biographie
Alexandra Marisa Wilcke est la fille de l'acteur Claus Wilcke.

## Filmographie
- 2010 SOKO Donau TV : Elisabeth Brenner
- 2009 SOKO Wismar TV : Heidi Krummer
- 2007 Ein Fall für Nadja TV : Yuna Lee
- 2007 Meine böse Freundin TV : Krankenschwester
- 2007 Charly la malice (Unser Charly) TV : Anja Wied
- 2004 Schloßhotel Orth TV : Luise Metzner
- 2004 Human Touch : Gypsy Singer
- 2003 Rotlicht : Im Dickicht der Großstadt TV : Anna Schäfer
- 2002 Tatort TV : Kathrin Lehmann
- 2002 Rotlicht : Die Stunde des Jägers TV : Anna Schäfer
- 2002 Die Rosenheim-Cops TV : Martina Hollack
- 1995-2001 Un cas pour deux TV : Paula / Susanne
- 2000-2001 Nesthocker : Familie zu verschenken TV : Steffi Baum
- 2000 Rotlicht : In der Höhle des Löwen TV : Anna Schäfer
- 1999 Doppelpack : Das Duell TV : Nika
- 1999 T.V. Kaiser TV : Cordula
- 1998 Am liebsten Marlene TV
- 1998 Docteur Markus Merthin TV : Hortense 'Horky' Müller
- 1997 Lea Katz - Die Kriminalpsychologin: Das wilde Kind TV : Yoshiko Berger
- 1996 Kurklinik Rosenau TV : Nina Koller
- 1996 Alerte Cobra (Alarm für Cobra 11 : Die Autobahnpolizei) TV : Yoko Okada
- 1994-1996 Immer im Einsatz : Die Notärztin TV : Kikki
- 1995 Kommt Mausi raus?! TV : Yumiko
- 1992 Der Fotograf oder Das Auge Gottes TV
- 1990 Hotel Paradies TV
- 1983 Wagen 106 TV : Sabine Görres

## Discographie
- O Life is sweet - Songs of Paramahansa Yogananda (2011)
- O Æterne Deus - Lieder der Hildegard von Bingen (2009)